# 釈聖厳
釈 聖厳（しゃく しょうごん、中国語　Shi-Sheng-Yan、1931年1月22日 - 2009年2月3日）は中華民国（台湾）の僧で、仏教学弘教法師兼教育者である上、漢伝仏教の禅師として知られる。
“仏法はとても素晴らしいのに、知っている人が少ない上、誤解している人が多い”と嘆き、仏法の教育と普遍化に一生を尽くした。出身は中国江蘇省南通。俗名は張保康、禅宗曹洞宗の51代目の法嗣で、法名は慧空聖厳。また同じく禅宗の臨済宗の57代目の法嗣でもあり、法名は知剛惟柔。

## 生涯
聖厳法師は1943年、14歳の時に沙弥として出家したが、1949年に戦乱のため還俗して中華民国の陸軍に入り、軍隊に従って台湾に到着。仏教戒律の不殺生を守るため、後方部隊の通信兵として務め、1960年に再び出家。39歳の時日本に赴き留学し、1975年に立正大学で、台湾の僧として初めてすべての単位を修得して文学博士号を取得。1977年に、台北市にある農禅寺の住職を継承。1989年に法鼓山を創立し、後に台湾の仏教四大名山の一つとなる。2000年、国連本部で開かれた「ミレニアム世界宗教兼精神的指導者による平和サミット」で開幕演説。2002年、世界宗教指導者理事会の成立大会に事務局のメンバーとして出席。2003年、世界宗教指導者理事会役員として20数名の宗教指導者を引率して中東のイスラエルとパレスチナに行って平和訪問をする。2006年9月2日に法鼓山住職を果東法師に譲る。2009年2月に腎臓病のため台北市にて逝去。
| 年     | 年齢 | 出来事 |
| ------ | ---- | --- |
| 1930年 | 1歳  | 江蘇に生まれる。 |
| 1943年 | 14歳 | 江蘇南通の廣教寺に出家、法名は「證覚常進」。 |
| 1947年 | 18歳 | 上海静安寺仏学院に入学。 |
| 1949年 | 20歳 | 軍隊に入り、上海から船に乗り台湾に到着。 |
| 1956年 | 27歳 | 初の書物《＜仏教とキリスト教の比較への反論＞を評す》を著す。 |
| 1959年 | 30歳 | ・年末に退役を許され、十年の軍の生活を終え、退役令は1960年1月1日付け有効。 ・月刊誌《人生》の編集長に就く。 |
| 1960年 | 31歳 | 1月に二度目の剃髪、東初老人の門下において出家、法名は「慧空聖厳」。 |
| 1961年 | 32歳 | 高雄美濃の朝元寺に禁足、閉関修行。 |
| 1966年 | 37歳 | 8月に目の病のため関を出る。 |
| 1967年 | 38歳 | 6月に二度目の閉関 |
| 1968年 | 39歳 | 2月に関を出て、善導寺の講座任される。 |
| 1969年 | 40歳 | 3月に日本東京の立正大学の入学許可を得て、日本に赴き留学。 |
| 1971年 | 42歳 | 論文《大乗止観法門の研究》をもって立正大学の修士学位を取得。 |
| 1975年 | 46歳 | ・論文《明末中国仏教の研究》をもって立正大学の文学博士学位を取得。 ・台湾に戻り、「第四回海外学者国家建設研究会」に出席。 ・「アメリカ仏教会」の沈家禎居士の招請でアメリカに赴き弘化教学。 |
| 1976年 | 47歳 | ・アメリカ仏教会副会長及び大覚寺の住職に就任、禅の修行を教え始める。 ・東初老人から曹洞宗の法脈を継承。 |
| 1977年 | 48歳 | ・ニューヨークで禅七の修行活動を始めて開催。 ・英文季刊誌Chan Magazine（《禅雑誌》）を創刊。 ・12月に東初老人が遷化し、老人の御遺命に応えて台湾に戻り、中華仏教文化館、農禅寺の法務を引き継ぐ。 |
| 1978年 | 49歳 | ・中華学術仏学研究所所長を就任。 ・霊源老和尚から臨済宗の法脈を継承、法名は「知剛惟柔」。 |
| 1979年 | 50歳 | ・ニューヨークに禅センターを創立、後に東初禅寺と名を変更。 ・農禅寺において「三学研修院」を成立。 ・英文月刊Chan Newsletter（《禅通信》）を創刊。 |
| 1980年 | 51歳 | ・東初老人を記念して、「東初出版社」を成立。 ・台湾で初めて四名の弟子の剃髪を行い、僧団の創立となる。 |
| 1982年 | 52歳 | ・1961年に停刊した月刊誌《人生》を再び出版。 ・禅七修行活動のシリーズの開示結集をもって、初の英文著作 Getting the Buddha Mind（《仏心衆生心》）を出版。 ・ニューヨークで「法鼓出版社」（Dharma Drum Publications）を成立。 |
| 1985年 | 56歳 | 台湾北投で「中華仏学研究所」を創立。 |
| 1988年 | 59歳 | 中国に赴き寺院を巡礼し、親戚、友人、師長を訪れる。 |
| 1989年 | 60歳 | ・法鼓山を創建し、「人々の質を向上させ、世間に浄土を築く」を理念とした。 ・イギリスのウェールズで初めて禅七を指導。 ・雑誌《法鼓》を創刊。 |
| 1991年 | 61歳 | 総招集者を担任して「第一回中華国際仏学会議」を開催。 |
| 1992年 | 63歳 | ・「心の環境保護」を提唱し、法鼓山の核心理念とした。 ・チェコとベルギーに赴き弘法。 ・法鼓山において第一回社会エリート禅修キャンプを監督。 ・法鼓人文社会学院（法鼓大学）の設立許可を教育部（文部省）に提出し、準備事務所も成立。 |
| 1993年 | 64歳 | ・台湾で初めて菩薩戒の授戒を行う。 ・月一回、常住弟子及び法鼓山系内のスタッフに「精神的な談話」を開始。 ・呉尊賢公益基金会第六回「全国愛心賞」を受賞。 ・「中華民国社会運動協会」第三回「優越社会運動リーダー和風賞」を受賞。 ・著作《聖厳法師の学思歴程度》が「中山文芸伝記文学賞」を受賞。 ・歴年の著作を結成し、全七巻、四十一冊の《法鼓全集》として出版。 |
| 1994年 | 65歳 | ・著作《聖厳法師の学思歴程度》が行政院より「出版金鼎賞」を受賞。 ・「礼儀作法の環境保護」を提唱し、 仏化合同祭祀、仏化合同誕辰、仏化合同結婚式を推進。 ・アメリカにおいて「法鼓山仏教協会」（Dharma Drum Mountain Buddhist Association、DDMBA）を成立。 ・テレビの弘法番組《大法鼓》の放送開始。 |
| 1995年 | 66歳 | ・聖厳法師全台湾巡回講演を通じて、「四安」（安心、安身、安家、安業）運動を宣伝して指導。 ・台北市政府より、本年度に頒布される「社会教育推進功績人員賞」を受賞。 |
| 1996年 | 67歳 | ・法鼓山定礎式典及び地宮宝物安置儀式を挙行。 ・テレビ弘法番組《異なる声》の放送開始。 ・「国際傑人賞」を受賞 |
| 1997年 | 68歳 | ・ニューヨークのパイン・ブッシュ村に「象岡道場」を設立。 ・初めてポーランドのワルシャワに赴き精進禅修を指導。 ・初めてクロアチア共和国に赴き禅修を指導。 ・イタリアで行われる「第十一回国際宗教リーダ平和会議」に出席し、会議の後ローマ教皇ヨハネ・パウロ2世と面会。 |
| 1998年 | 69歳 | ・雑誌《天下》に台湾四百年以来最も影響力のある人物50人の一人に選ばれた。 ・ニューヨークでダライ・ラマ14世と「中国仏教とチベット仏教の世紀大対談」を行う。 ・初めてロシアのサンクトペテルブルクに赴き禅修を監督。 |
| 1999年 | 70歳 | ・「心五四運動――二十一世紀の生活主張」を提唱。 ・「法鼓山人文社会奨学金学術基金会」を成立。 ・中華民国公益団体サービス協会より第一回「国家公益賞」を受賞。 ・「新世紀科学技術と人文のサミット会談」に参加し、李遠哲、施振栄、漢宝徳と対談して、社会各界のエリートとの対談シリーズの始まりとなる。 ・初めてドイツのベルリンに赴き禅七を監督、禅修を指導。 ・台湾の921大地震の後、台中と南投などに赴き見舞い、安心サービスチームを成立し、「法鼓山安心シリーズー－慰問プロジェクト」を推進し、「人心の立て直し」の仕事を提唱。 ・《法鼓全集》の増訂出版、全部で七十冊。 |
| 2000年 | 71歳 | ・中国仏教の代表として、ニューヨーク国連本部アセンブリーホールで開かれた「ミレニアム世界宗教兼精神的指導者による平和サミット」に参加して、テーマ演説を発表。 ・行政院文建会より「文化賞」を受賞。 ・「象岡道場」で初めて執り行われる「黙照禅四十九」を監督。 |
| 2001年 | 72歳 | ・法鼓山僧伽大学仏学院を創設。 ・台北で開かれる「宗教と世界平和及び心の環境保護座談会」の要請に応えて演説を発表。 ・台北で開かれる「世界宗教コラボレーション会議」の要請に応えて演説を発表。 ・ニューヨークで開かれる「ミレニアム世界宗教兼精神的指導者による平和サミット相談委員会」の要請に応えて出席し、並びに演説を発表。 ・要請に応えてメキシコに行き禅修を指導。 ・法鼓山園内において初めて行われる「黙照禅四十九」を監督。 |
| 2002年 | 73歳 | ・「内政部一等専業賞」を受賞。 ・仏教のリーダーのとしてニューヨークで開かれた「世界経済フォーラム」に出席。 ・タイ・バンコクで開かれる「世界宗教及び精神的リーダー理事会」に出席し、主席団のメンバーを担う。 ・著作《天台心鑰――教観綱宗貫注》が第三十七回「中山学術著作賞」を受賞。 ・「法鼓山大陸仏教古跡巡礼団」五百人を引率し、中国大陸東南六省に行き寺院を参詣。 ・団を率いて、長年に渡って海外に流転していた阿閦仏仏像の頭部を護送して中国大陸の山東神通寺四門塔に返す。 ・台湾、アメリカの病院で検査を受け、どれも腎臓病の病状が発見されたが、本人がまだ平気と感じるため、何も処置しないことにする。 |
| 2003年 | 74歳 | ・法鼓山人文社会奨学金基金会と中国大陸北京大学共同で「法鼓人文講座」の設置を推進する。 ・国連事務総長コフィー・アナンの要請に応えて、ニューヨーク国連本部で開かれる「世界宗教指導者理事会議」で演説を発表。 ・「世界宗教指導者理事会」の要請に応えて、日本の京都で開かれる「世界青年平和サミット」第一回準備会議に出席。 ・「世界宗教指導者理事会」を代表して、モスクワに赴き東方正教会、イスラム教、仏教等の宗教指導者と面会。 ・カトリック教単国璽枢機卿と、「グローバル化の傾向の中における信仰の価値観及び教育」について対談。 ・「出家体験及び僧侶人材育成班」を開く。 ・第二回「大統領文化賞――菩提賞」を受賞。 ・「世界宗教指導者理事会」の宗教及び精神的指導者の代表と共にイスラエルとパレスチナに赴き、宗教及び平和運動の推進活動を行う。 ・ロシア・モスクワにおいて「禅七」を監督。 |
| 2004年 | 75歳 | ・「世界宗教指導者理事会」がアメリカ・ニューヨークで主催する「テロリスト防止セミナー」に出席。 ・「世界宗教指導者理事会」がタイ・バンコクで主催する「アジア太平洋地域世界青年平和サミット」に出席。 ・「世界青年平和サミット台北フォーラム」を主催。 ・ヨルダンで開かれる「世界宗教指導者理事会」の取締役会に出席し、委員長を務め会議を主催。 ・法鼓人文社会学院の鍬入れ式を主催。 ・法鼓山人文社会奨学金学術基金会と台湾大学、北京大学と共同で「法鼓人文講座」の設置を推進する。 ・イタリア「フリードリヒ2世平和賞」を受賞。 ・シンガポール、オーストラリアに弘法に赴く。スイスで「黙照禅七」を監督。 ・角膜に重度の出血を起こし、一週間の入院治療をする。 ・予め立てた遺言書を初めて公開。 ・僧団に対して開示し、「中華禅法鼓宗」の建立について言及し、立宗の理由と目的を説明。            |
| 2005年 | 76歳 | ・国際銀行によってアイルランド・ダブリンで開かれる「信仰及び発展指導者会議」に出席。 ・人文社会奨学金学術基金会と国立成功大学、南京大学と共同で「法鼓人文講座」の設置を推進する。 ・要請に応えて北京大学、清華大学、南京大学及び中山大学で基調演説をする。 ・タイ国立マハーチュラロンコーンラージャヴィドゥャラヤ大学より名誉博士号をもらう。 ・伝法式典を挙げ、「中華禅法鼓宗法脈」を十二人の弟子（法子）に伝承。 ・創設の法鼓山世界仏教教育園区が落成し開山。 ・主席として台北で開かれる「世界宗教指導者理事会」の年会における理事会の各種の行政業務の打ち合わせをリード。 ・腎腫瘍のため五十六日間入院治療。退院後毎週三回定期的な人工透析治療を開始。 |
| 2006年 | 77歳 | ・中国仏教協会によって浙江省杭州市で開かれる第一回「世界仏教フォーラム」の基調講演文を書き、果品法師が代わりに読み出す。 ・法鼓山園区において「二代目住職伝承式典」を挙げ、果東法師に住職の座を譲る。 ・ニューヨーク象岡道場で開かれる三日間に渡る「青年リーダー平和促進フォーラム」開幕式及び閉幕式の演説をする。 ・聖厳教育基金会を成立。 ・母校の立正大学で「聖厳法師奨学金」を成立し、仏教学修士・博士学位を勉学する中華系学生を奨励。 |
| 2007年 | 78歳 | ・台湾において初めて教育部（文部省）に認可される単一宗教学院――法鼓仏教学院を創設。 ・聖厳教育基金会がアメリカ・コロンビア大学と「聖厳漢伝仏教学講座教授」との共同設置に署名。 ・「心六倫――新しい時代・心倫理運動」を提唱。 ・自殺の防止を推進し、「命の思いやり賞」を創設。 ・法鼓山園区において開かれた「アジア・アフリカ会議」で開幕演説。 ・「台北県金山環保生命園区」が正式に利用スタート。これは、聖厳法師が長年に渡って推進してきた環境保護自然葬式の理念を具体的に実践する公園で、台北県政府と共同で企画・設立したもの。 ・法鼓山園区において、仏法に復帰し、環境保護の理念に合う「大悲心水陸法会」がスタート。 ・「遊心禅悦書法展」が法鼓山園区、農禅寺、台南、高雄、台中及び台北に巡回展示する。 ・初めて法鼓山園区において行われる「話頭禅四十九」を監督。                         |
| 2008年 | 79歳 | ・中国文藝協会榮譽文藝賞より「文化貢献賞」を受賞。 ・アメリカの設計及びフロー科学学会（Society for Design and Process Science、SDPS）より「李国鼎傑出経済社会制度設計賞」を受賞。 ・月に着陸した史上六人目の宇宙飛行士、エドガー・ミッチェルと対談。 ・台湾国立政治大学「公共政策フォーラム－人文思いやりシリーズ：人類生命の再生と複製」に出席し、前カトリック教枢機卿、単国璽と「科学の突破と宗教の思いやり」について対談。 ・「命の思いやり及び自殺予防国際フォラム」において、国際自殺予防協会のミシェレット会長と「自殺予防の計策及び仏法が如何に自殺予防の仕事を協力するか」について対談。 ・台北において国際保育専門家のジェーン・グドールと「大悲心起：地球生命体と深層の対話」について対談。                                                                                        |
| 2009年 | 80歳 | ・2月3日、病のため、80歳で遷化。新北市の金山環保生命園区に緑葬。 ・総統褒揚令を受ける。 |